# Église Saint-Luc de Raon-l'Étape
Pour l’article homonyme, voir église Saint-Luc.
L'église Saint-Luc est une église paroissiale située sur la commune de Raon-l'Étape, dans le département des Vosges en région Grand Est, construite en 1832.
Elle est l'une des deux églises de la ville, à la suite de la fusion de Raon-L'Étape et La Neuville-lès-Raon en 1947, l'autre étant dédiée à saint Georges.

## Historique
Une première église Saint-Luc, édifiée à l’extérieur de l’enceinte vers 1279, est détruite lors de la guerre de Trente Ans, puis reconstruite en 1437. Elle est remplacée en 1729 sur un nouvel emplacement, à côté de la mairie. Mais sa trop grande proximité avec la rivière la rend insalubre, elle est fermée en 1778, puis en 1809, et enfin démolie en 1832. L’actuelle église Saint-Luc de Raon-l'Étape a été construite sur les plans de l'architecte François Grillot entre 1825 et 1832, mais de l'autre côté de la rivière.
Elle est sérieusement endommagée lors des guerres de 1914-1918 et 1939-1945.
En raison de ses nombreuses colonnades, elle est surnommée « petite Madeleine », en comparaison avec l'église parisienne de La Madeleine.
L'église est inscrite sur l’inventaire supplémentaire des monuments historiques, par arrêté du 19 décembre 1986.
Elle fait partie de la paroisse Saint-Luc de Raon-L'Étape, du diocèse de Saint-Dié.

## Description
Le sol marécageux dû à la proximité d'un canal, a fait ériger la tour de l'église au-dessus du chœur.
Elle est longue de 61m et large de 21m, pour une superficie de 1230 m² au cadastre.

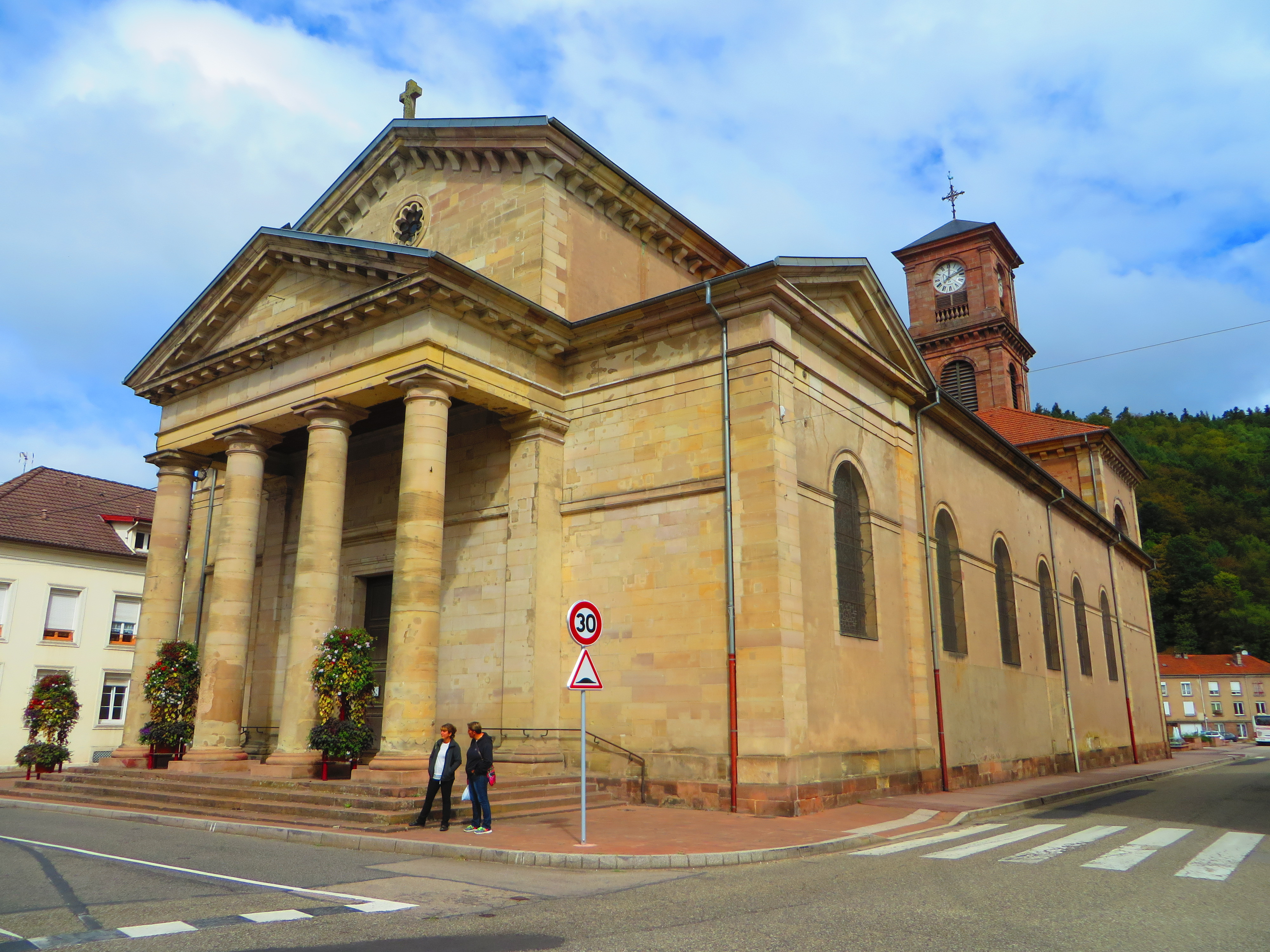
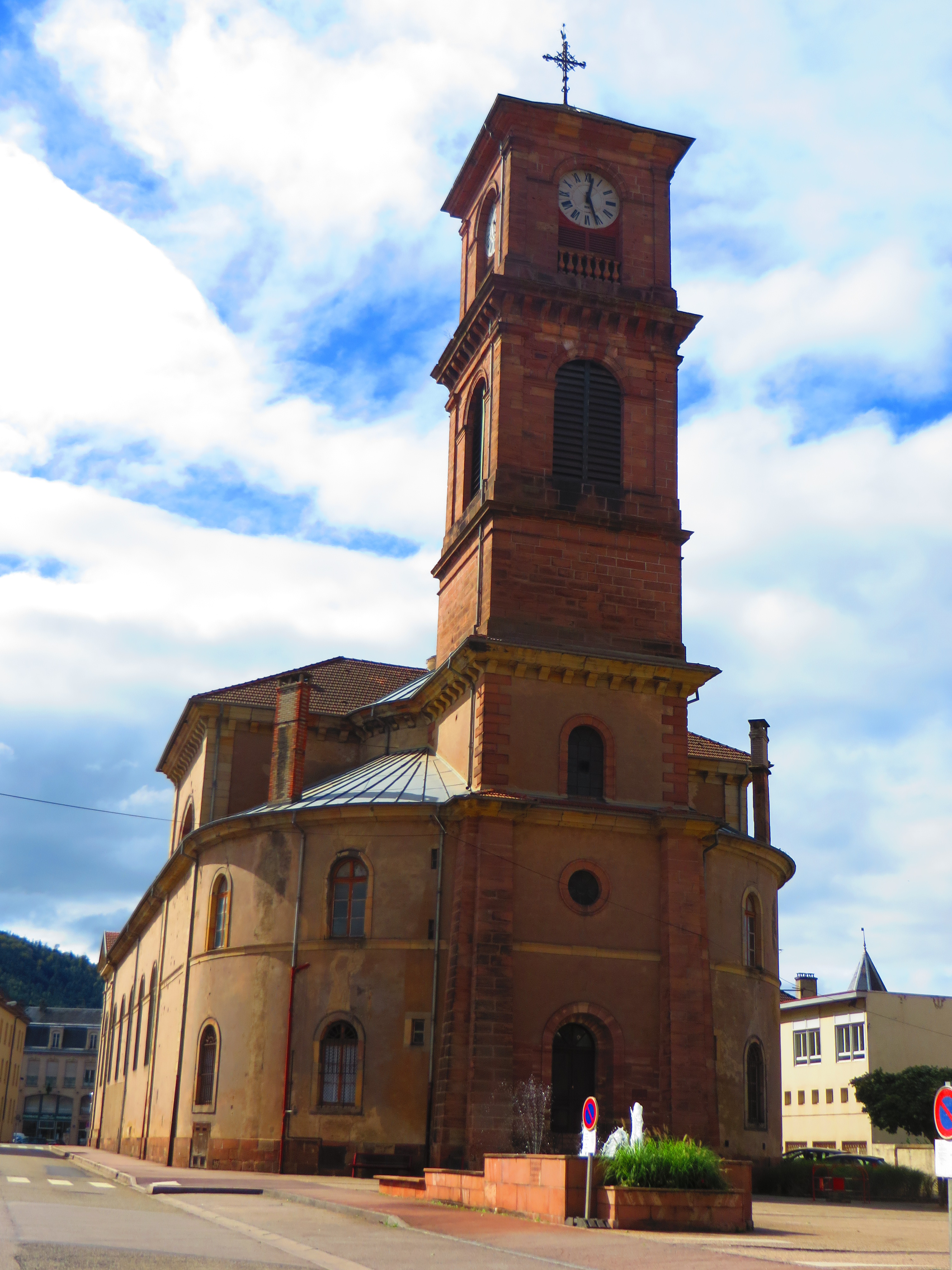
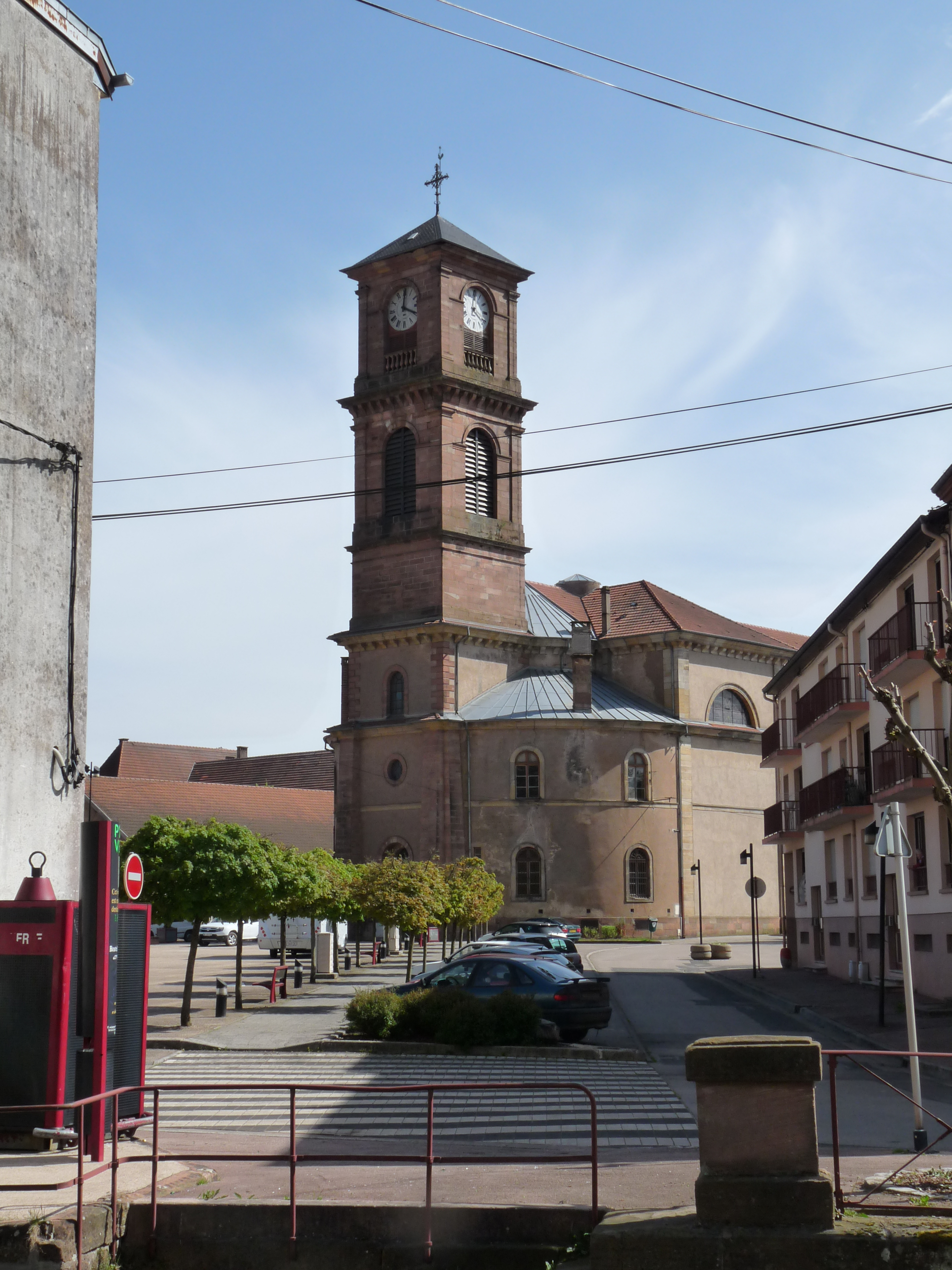

### Vitraux
Les vitraux actuels remplacent ceux brisés pendant la guerre. Ils ont été créés par l'atelier Georges Gross de Nancy, et ont été installés entre 1947 et 1953.

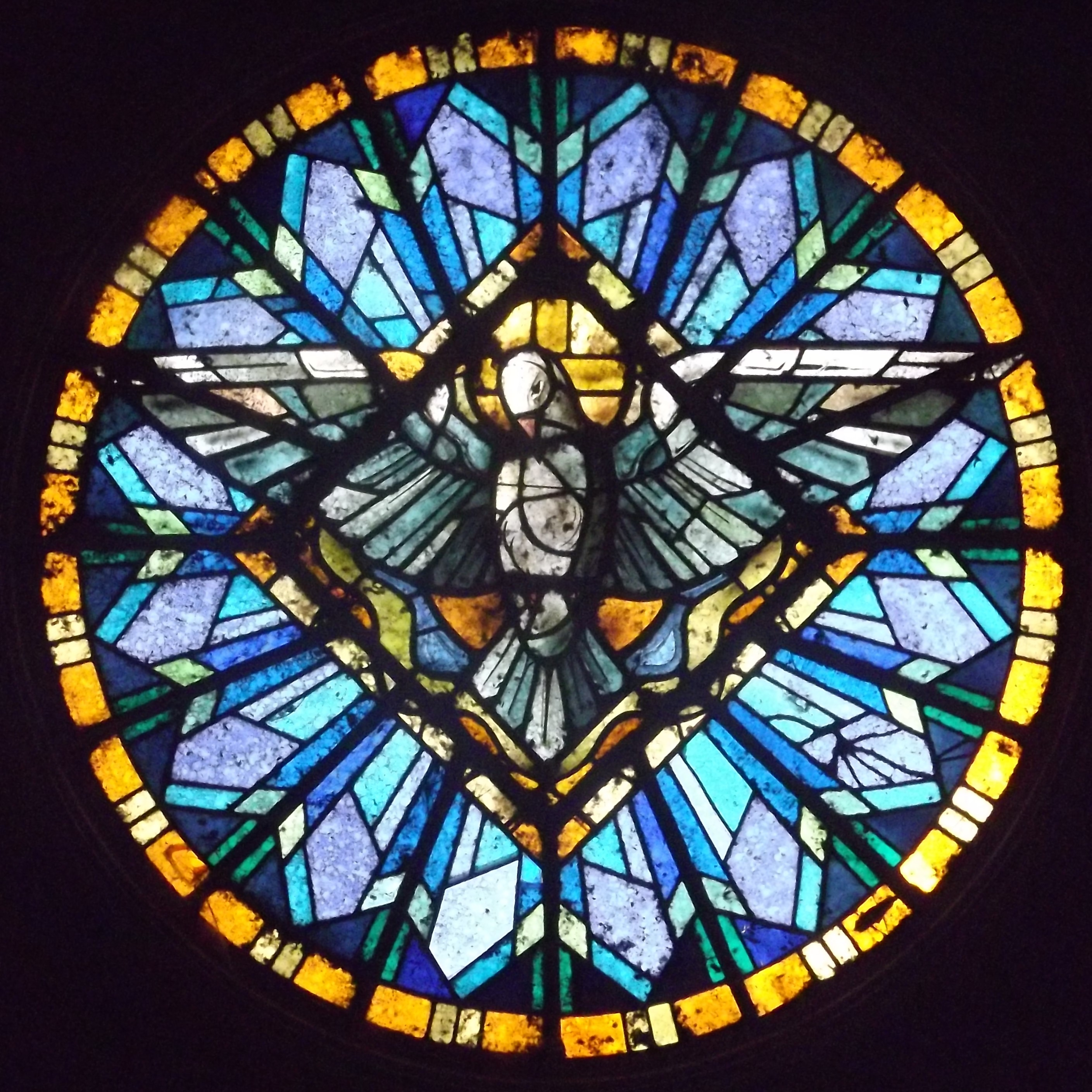
Vitrail de l'Esprit Saint dans l'oculus.
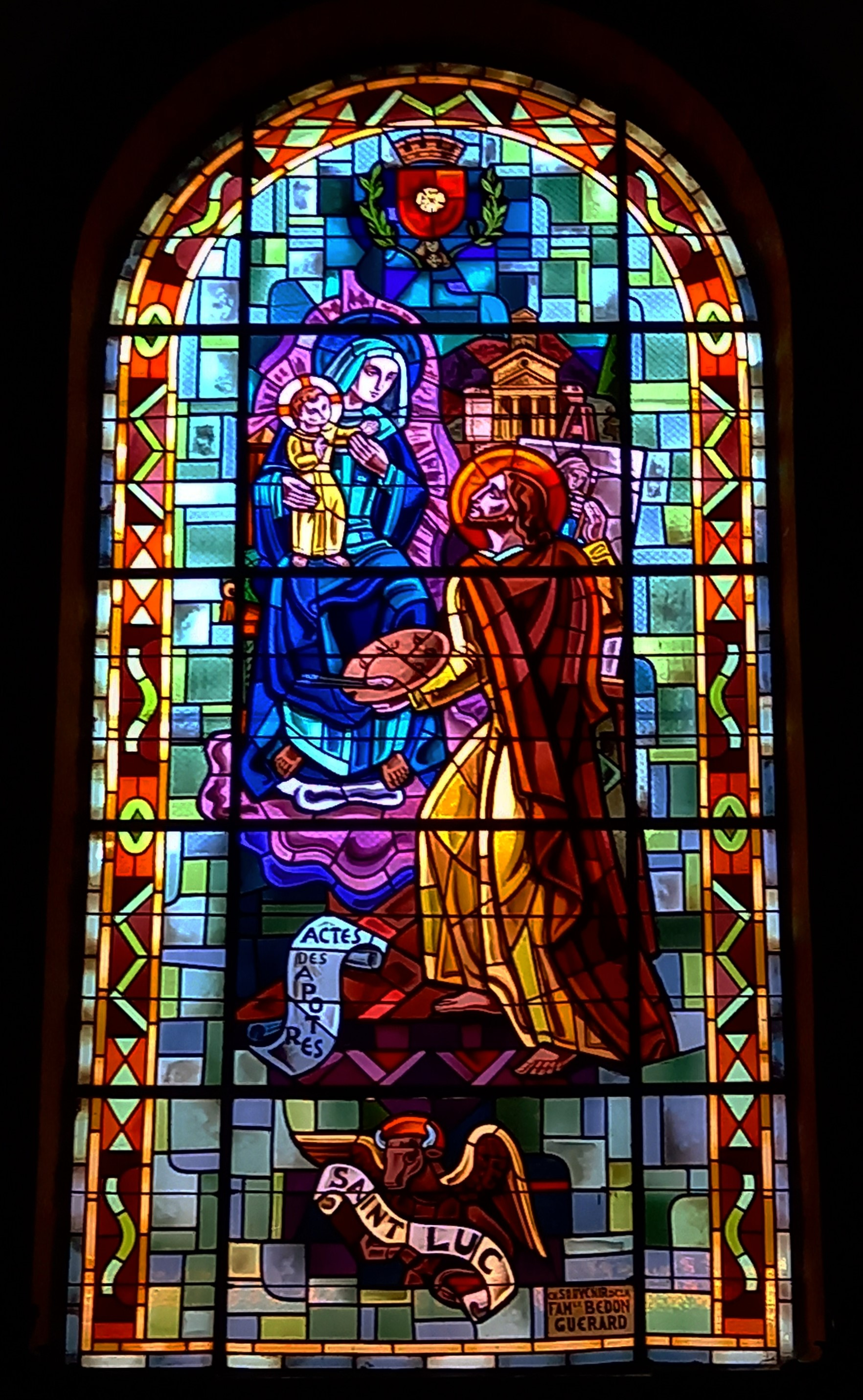
Vitrail de Saint-Luc, saint patron des peintres.

### Le grand orgue
| I - GRAND ORGUE (56 notes) | II - POSITIF EXPRESSIF (56 notes) | III - RÉCIT EXPRESSIF (56 notes, 68 notes au sommier) | PÉDALE (32 notes)                                                                                      |
| --- | --- | --- | --- |
| Montre 16’ Montre 8’ Bourdon 8’ Gemshorn 8’ Flûte majeure 8’ Prestant 4’ Flûte 4’ Nasard 2 2/3’ Doublette 2’ Tierce 1 3/5’ Basson 16’ Trompette 8’ Clairon 4’ | Bourdon 16’ Diapason 8’ Salicional 8’ Unda Maris 8’ Cor de nuit 8’ Flûte douce 4’ Quinte 2 2/3’ Flageolet 2’ Mixture 3 rgs Cromorne 8’ Voix humaine 8’ | Quintaton 16’ Principal 8’ Flûte harmonique 8’ Viole de gambe 8’ Voix céleste 8’ Fugara 4’ Octavin 2’ Plein-Jeu 4-5 rgs Bombarde 16’ Trompette 8’ Clairon 4’ Basson-hautbois 8’ | Flûte 16’ Soubasse 16’ Quinte 10 3/5’ Basse ouverte 8’ Bourdon 8’ Violoncelle 8’ Flûte 4’ Bombarde 16’ |
| Accessoires : II/I en 16 et 8 ; III/I en 16, 8 et 4 ; III/II en 8 III en 4 (octave aiguë réelle) ; Annulateur III ;Tirasses I, II, III ; 2 combinaisons libres, actionnables par clavier ou appel général ; 5 combinaisons fixes (piano, mezzo forte, forte, Plein Jeu et Tutti) ; pédale de crescendo ; coupure pédale ; trémolo II et III. | | | |

L'instrument a été inauguré le 15 février 1931 par Gaston Litaize. Depuis, d'autres grands noms de l'orgue l'ont joué, tel Michael Matthes, François-Henri Houbart, Vincent Warnier, Pascal Reber, David Cassan.

### Le clocher
Pour « remplacer les cloches détruites le 21 août 1914, lors de l’incendie de l’église allumé par les Allemands », une commande est passée au saintier de Robécourt, Georges FARNIER, dès 1920. Environ 7,7 tonnes de cuivre rouge et d’étain sont chauffées à 1,200° et versées dans cinq moules pour la création du « Carillon de la Victoire ».
| Cloche           | Poids    | Diamètre | Note |
| ---------------- | -------- | -------- | ---- |
| Le Bourdon       | 3.554 kg | 1,774 mm | la   |
| La plus grosse   | 1.389 kg | 1,320 mm | ré   |
| La seconde       | 979 kg   | 1,176 mm | mi   |
| L'avant dernière | 678 kg   | 1,047 mm | fa#  |
| La petite        | 422 kg   | 880 mm   | la   |